# Calicotis animula
Calicotis animula är en fjärilsart som beskrevs av Edward Meyrick 1911. Calicotis animula ingår i släktet Calicotis och familjen plattmalar. Inga underarter finns listade i Catalogue of Life.